# Chhatrapur
Chhatrapur (oriya: ଛତର୍ପୁର) är stad och huvudort för distriktet Ganjam i den indiska delstaten Odisha. Staden är belägen 16 km nordöst om storstaden Brahmapur, och folkmängden uppgick till 22 027 invånare vid folkräkningen 2011.